# Élections législatives de 2024 dans la Loire-Atlantique
Les élections législatives françaises de 2024 se dérouleront les 30 juin et 7 juillet 2024. En Loire-Atlantique, dix députés sont à élire dans le cadre de dix circonscriptions, à la suite de la dissolution de l'Assemblée nationale par Emmanuel Macron.
Le choix de cette dissolution est pris après la défaite de la liste Renaissance aux élections européennes qui ont eu lieu le 9 juin 2024.

## Contexte

### Résultats des élections européennes 2024 par circonscription
| Circonscription | RN      | ENS     | PS-PP   | LFI     | LR      |
| --------------- | ------- | ------- | ------- | ------- | ------- |
| Circonscription |         |         |         |         |         |
| 1re             | 13,5 %  | 18,27 % | 22,54 % | 10,95 % | 10,37 % |
| 2e              | 10,07 % | 14,12 % | 23,89 % | 16,51 % | 7,95 %  |
| 3e              | 18,18 % | 14,44 % | 22,66 % | 12,83 % | 6,09 %  |
| 4e              | 18 %    | 14,92 % | 23,69 % | 11,42 % | 5,7 %   |
| 5e              | 21,3 %  | 17,75 % | 20,84 % | 7,71 %  | 7,62 %  |
| 6e              | 32,62 % | 15,07 % | 14,67 % | 7,59 %  | 6,62 %  |
| 7e              | 28,73 % | 18,68 % | 15,22 % | 4,60 %  | 9,44 %  |
| 8e              | 27,07 % | 13,47 % | 20,97 % | 9,11 %  | 4,95 %  |
| 9e              | 29,51 % | 16,77 % | 15,64 % | 6,39 %  | 7,31 %  |
| 10e             | 23,77 % | 18,47 % | 18,16 % | 6,73 %  | 8,42 %  |

## Système électoral
Les élections législatives ont lieu au scrutin uninominal majoritaire à deux tours dans des circonscriptions uninominales.
Est élu au premier tour le candidat qui réunit la majorité absolue des suffrages exprimés et un nombre de voix au moins égal au quart des électeurs inscrits dans la circonscription, soit 25 %. Si aucun des candidats ne satisfait ces conditions, un second tour est organisé entre les candidats ayant réuni un nombre de voix au moins égal à un huitième des inscrits, soit 12,5 %. Les deux candidats arrivés en tête du 1er tour se maintiennent néanmoins par défaut si un seul ou aucun d'entre eux n'a atteint ce seuil. Au second tour, le candidat arrivé en tête est déclaré élu,.
Le seuil de qualification basé sur un pourcentage du total des inscrits et non des suffrages exprimés rend plus difficile l'accès au second tour lorsque l'abstention est élevée. Le système permet en revanche l'accès au second tour de plus de deux candidats si plusieurs d'entre eux franchissent le seuil de 12,5 % des inscrits. Les candidats en lice au second tour peuvent ainsi être trois, un cas de figure appelé « triangulaire ». Les second tours où s'affrontent quatre candidats, appelés « quadrangulaire » sont également possibles, mais beaucoup plus rares,.

### Partis et nuances
Les résultats des élections sont publiés en France par le ministère de l'Intérieur, qui classe les partis en leur attribuant des nuances politiques. Ces dernières sont décidées par les préfets, qui les attribuent indifféremment de l'étiquette politique déclarée par les candidats, qui peut être celle d'un parti ou une candidature sans étiquette.
Seuls le Parti communiste français (COM), La France insoumise (FI), le Parti socialiste (SOC), le Parti radical de gauche (RDG), Les Écologistes (VEC), Renaissance (RE), le Mouvement démocrate (MDM), Horizons (HOR), l'Union des démocrates et indépendants (UDI), Les Républicains (LR), le Rassemblement national (RN) et Reconquête (REC) se voient attribuer en 2024 des nuances propres. Les coalitions Ensemble et Nouveau front populaire, ainsi que les candidats de l'alliance LR-Ciotti-RN, en bénéficient également indirectement, les nuances Ensemble ! (Majorité présidentielle) (ENS), Union de la gauche (UG) et Union de l'extrême-droite (UXD) étant attribuables aux candidats bénéficiant respectivement du soutien de deux partis du centre, de deux partis de gauche ou de deux partis d'extrême-droite,.
Tous les autres partis se voient attribuer l'une ou l'autre des nuances suivantes : EXG (extrême gauche), DVG (divers gauche), ECO (écologiste), REG (régionaliste), DVC (divers centre), DVD (divers droite), DSV (droite souverainiste) et EXD (extrême droite). Des partis comme Debout la France ou Lutte ouvrière ne disposent ainsi pas de nuances propres, et leurs résultats nationaux ne sont pas publiés séparément par le ministère, car mélangés avec d'autres partis (respectivement dans les nuances DSV et EXG).

## Élus
| Circonscription                                 | Député sortant                          | Parti ou nuance | Parti ou nuance | Groupe    | Député élu ou réélu | Parti ou nuance | Parti ou nuance | Groupe   |
| ----------------------------------------------- | --------------------------------------- | --------------- | --------------- | --------- | ------------------- | --------------- | --------------- | -------- |
| 1re                                             | Mounir Belhamiti                        |                 | RE - TdP        | RE        | Karim Benbrahim     |                 | PS              | SOC      |
| 2e                                              | Andy Kerbrat                            |                 | LFI - PEPS      | LFI-NUPES | Andy Kerbrat        |                 | LFI - PEPS      | LFI-NFP  |
| 3e                                              | Ségolène Amiot                          |                 | LFI             | LFI-NUPES | Ségolène Amiot      |                 | LFI             | LFI-NFP  |
| 4e                                              | Julie Laernoes                          |                 | LÉ              | ÉCO-NUPES | Julie Laernoes      |                 | LÉ              | ÉcoS     |
| 5e                                              | Luc Geismar suppléant de Sarah El Haïry |                 | MoDem           | DEM       | Fabrice Roussel     |                 | PS              | SOC      |
| 6e                                              | Jean-Claude Raux                        |                 | app. LÉ         | ÉCO-NUPES | Jean-Claude Raux    |                 | app. LÉ         | ÉcoS     |
| 7e                                              | Sandrine Josso                          |                 | MoDem           | DEM       | Sandrine Josso      |                 | MoDem           | Dem      |
| 8e                                              | Matthias Tavel                          |                 | LFI             | LFI-NUPES | Matthias Tavel      |                 | LFI             | LFI-NFP  |
| 9e                                              | Yannick Haury*                          |                 | RE              | RE        | Jean-Michel Brard   |                 | DVD             | app. HOR |
| 10e                                             | Sophie Errante                          |                 | RE              | RE        | Sophie Errante      |                 | RE              | EPR      |
| * Député sortant ne se représentant pas en 2024 |                                         |                 |                 |           |                     |                 |                 |          |

## Résultats

### Taux de participation
| Taux de participation | 1er tour | 1er tour | 1er tour   | 2d tour | 2d tour | 2d tour    | Différence entre les deux tours |
| Taux de participation | En 2022  | En 2024  | Différence | En 2022 | En 2024 | Différence | Différence entre les deux tours |
| --------------------- | -------- | -------- | ---------- | ------- | ------- | ---------- | ------------------------------- |
| À midi                | 19,70 %  | 25,84 %  | 6,14       | 19,11 % | 24,61 % | 5,5        | 1,23                            |
| À 17 heures           | 43,26 %  | 65,10 %  | 21,84      | 41,69 % | 63,67 % | 21,98      | 1,43                            |
| Final                 | 51,22 %  | 71,42 %  | 20,2       | 50,49 % | 71 %    | 20,51      | 0,42                            |

### Résultats à l'échelle du département

#### Résultats par coalition
| Parti et coalition                          | Parti et coalition                                       | Parti et coalition                                       | Premier tour | Premier tour | Premier tour | Second tour   | Second tour   | Second tour | Total Sièges  | +/-           |  |
| Parti et coalition                          | Parti et coalition                                       | Parti et coalition                                       | Voix         | %            | Sièges       | Voix          | %             | Sièges      | Total Sièges  | +/-           |  |
| ------------------------------------------- | -------------------------------------------------------- | -------------------------------------------------------- | ------------ | ------------ | ------------ | ------------- | ------------- | ----------- | ------------- | ------------- |  |
|                                             |                                                          | La France insoumise (LFI)                                | 106 998      | 14,33        | 1            | 91 111        | 13,61         | 2           | 3             | en stagnation |  |
|                                             | Les Écologistes (LÉ)                                     | 57 538                                                   | 7,71         | 0            | 66 451       | 9,93          | 2             | 2           | 1             |               |  |
|                                             | Parti socialiste (PS)                                    | 58 344                                                   | 7,82         | 0            | 61 737       | 9,23          | 2             | 2           | 2             |               |  |
|                                             | Parti ouvrier indépendant (POI)                          | 24 197                                                   | 3,24         | 0            | Retrait      | Retrait       | Retrait       | 0           | en stagnation |               |  |
|                                             | Parti communiste français (PCF)                          | 19 881                                                   | 2,66         | 0            | Retrait      | Retrait       | Retrait       | 0           | en stagnation |               |  |
|                                             | Sans étiquette                                           |                                                          |              |              |              |               |               | 0           | 1             |               |  |
| Total Nouveau Front populaire (NFP)         | Total Nouveau Front populaire (NFP)                      | 266 958                                                  | 35,76        | 1            | 219 299      | 32,77         | 6             | 7           | 2             |               |  |
|                                             |                                                          | Renaissance (RE)                                         | 108 728      | 14,56        | 0            | 93 917        | 14,03         | 1           | 1             | 2             |  |
|                                             | Mouvement démocrate (MoDem)                              | 56 730                                                   | 7,60         | 0            | 82 972       | 12,40         | 1             | 1           | 1             |               |  |
|                                             | Sans étiquette                                           | 29 952                                                   | 4,01         | 0            | 56 024       | 8,37          | 1             | 1           | Nv            |               |  |
| Total Ensemble pour la République (ENS)     | Total Ensemble pour la République (ENS)                  | 195 410                                                  | 26,18        | 0            | 232 913      | 34,80         | 3             | 3           | 2             |               |  |
|                                             |                                                          | Rassemblement national (RN)                              | 142 001      | 19,02        | 0            | 143 249       | 21,41         | 0           | 0             | en stagnation |  |
|                                             | Républicains à droite (RÀD)                              | 45 932                                                   | 6,15         | 0            | 53 343       | 7,97          | 0             | 0           | Nv            |               |  |
| Total Rassemblement national et alliés (RN) | Total Rassemblement national et alliés (RN)              | 187 933                                                  | 25,17        | 0            | 196 592      | 29,38         | 0             | 0           | en stagnation |               |  |
|                                             |                                                          | Les Républicains (LR)                                    | 31 060       | 4,16         | 0            |               |               |             | 0             | en stagnation |  |
|                                             | Sans étiquette                                           | 22 993                                                   | 3,08         | 0            | 20 413       | 3,05          | 0             | 0           | Nv            |               |  |
|                                             | Nouvelle Énergie (NÉ)                                    | 5 450                                                    | 0,73         | 0            |              |               |               | 0           | Nv            |               |  |
| Total Union de la droite et du centre (UDC) | Total Union de la droite et du centre (UDC)              | 59 503                                                   | 7,97         | 0            | 20 413       | 3,05          | 0             | 0           | en stagnation |               |  |
|                                             | Lutte ouvrière (LO)                                      | Lutte ouvrière (LO)                                      | 9 414        | 1,26         | 0            |               |               |             | 0             | en stagnation |  |
|                                             | Dissidents Nouveau Front populaire                       | Dissidents Nouveau Front populaire                       | 8 327        | 1,12         | 0            | 0             | en stagnation |             |               |               |  |
|                                             | Debout la France (DLF)                                   | Debout la France (DLF)                                   | 6 113        | 0,82         | 0            | 0             | en stagnation |             |               |               |  |
|                                             |                                                          | Parti Breton (en) (PB)                                   | 3 018        | 0,40         | 0            | 0             | en stagnation |             |               |               |  |
| Total Pays unis (PU)                        | Total Pays unis (PU)                                     | 3 018                                                    | 0,40         | 0            | 0            | en stagnation |               |             |               |               |  |
|                                             | Mouvement républicain et citoyen (MRC)                   | Mouvement républicain et citoyen (MRC)                   | 2947         | 0,39         | 0            | 0             | en stagnation |             |               |               |  |
|                                             |                                                          | Mouvement écologiste indépendant (MEI)                   | 2 713        | 0,36         | 0            | 0             | Nv            |             |               |               |  |
| Total Le Rassemblement (RAS)                | Total Le Rassemblement (RAS)                             | 2 713                                                    | 0,36         | 0            | 0            | Nv            |               |             |               |               |  |
|                                             | Reconquête (REC)                                         | Reconquête (REC)                                         | 2 635        | 0,35         | 0            | 0             | en stagnation |             |               |               |  |
|                                             | Volt Europa (Volt)                                       | Volt Europa (Volt)                                       | 786          | 0,11         | 0            | 0             | en stagnation |             |               |               |  |
|                                             | Équinoxe                                                 | Équinoxe                                                 | 593          | 0,08         | 0            | 0             | Nv            |             |               |               |  |
|                                             | Nouveau Parti anticapitaliste - Révolutionnaires (NPA-R) | Nouveau Parti anticapitaliste - Révolutionnaires (NPA-R) | 181          | 0,02         | 0            | 0             | Nv            |             |               |               |  |
|                                             | Sans étiquette (SE)                                      | Sans étiquette (SE)                                      | 0            | 0,00         | 0            | 0             | en stagnation |             |               |               |  |
|                                             |                                                          |                                                          |              |              |              |               |               |             |               |               |  |
| Suffrages exprimés                          | Suffrages exprimés                                       | Suffrages exprimés                                       | 746 531      | 97,34        |              | 669 217       | 95,94         |             |               |               |  |
| Votes blancs                                | Votes blancs                                             | Votes blancs                                             | 15 163       | 1,98         | 21 865       | 3,13          |               |             |               |               |  |
| Votes nuls                                  | Votes nuls                                               | Votes nuls                                               | 5 269        | 0,69         | 6 466        | 0,93          |               |             |               |               |  |
| Total                                       | Total                                                    | Total                                                    | 766 963      | 100          | 1            | 697 548       | 100           | 9           | 10            | en stagnation |  |
| Abstentions                                 | Abstentions                                              | Abstentions                                              | 306 885      | 28,58        |              | 284 955       | 29,00         |             |               |               |  |
| Inscrits/Participation                      | Inscrits/Participation                                   | Inscrits/Participation                                   | 1 073 848    | 71,42        | 982 503      | 71,00         |               |             |               |               |  |

#### Résultats par nuances
| Nuance                 | Nuance                        | Nuance                 | Premier tour | Premier tour | Premier tour | Second tour | Second tour   | Second tour | Total Sièges | +/-           |  |
| Nuance                 | Nuance                        | Nuance                 | Voix         | %            | Sièges       | Voix        | %             | Sièges      | Total Sièges | +/-           |  |
| ---------------------- | ----------------------------- | ---------------------- | ------------ | ------------ | ------------ | ----------- | ------------- | ----------- | ------------ | ------------- |  |
|                        | Union de la gauche            | UG                     | 266 958      | 35,76        | 1            | 219 299     | 32,77         | 6           | 7            | 2             |  |
|                        | Ensemble pour la République ! | ENS                    | 165 458      | 22,16        | 0            | 176 889     | 26,43         | 2           | 2            | 3             |  |
|                        | Rassemblement national        | RN                     | 142 001      | 19,02        | 0            | 143 249     | 21,41         | 0           | 0            | en stagnation |  |
|                        | Divers droite                 | DVD                    | 58 395       | 7,82         | 0            | 76 437      | 11,42         | 1           | 1            | 1             |  |
|                        | Union de l'extrême droite     | UXD                    | 45 932       | 6,15         | 0            | 53 343      | 7,97          | 0           | 0            | Nv            |  |
|                        | Les Républicains              | LR                     | 31 060       | 4,16         | 0            |             |               |             | 0            | en stagnation |  |
|                        | Divers gauche                 | DVG                    | 12 060       | 1,62         | 0            | 0           | en stagnation |             |              |               |  |
|                        | Extrême gauche                | EXG                    | 9 595        | 1,29         | 0            | 0           | en stagnation |             |              |               |  |
|                        | Droite souverainiste          | DSV                    | 6 113        | 0,82         | 0            | 0           | en stagnation |             |              |               |  |
|                        | Écologistes                   | ECO                    | 3 306        | 0,44         | 0            | 0           | en stagnation |             |              |               |  |
|                        | Régionalistes                 | REG                    | 3 018        | 0,40         | 0            | 0           | en stagnation |             |              |               |  |
|                        | Reconquête                    | REC                    | 2 635        | 0,35         | 0            | 0           | en stagnation |             |              |               |  |
|                        | Divers                        | DIV                    | 0            | 0,00         | 0            | 0           | en stagnation |             |              |               |  |
|                        |                               |                        |              |              |              |             |               |             |              |               |  |
| Suffrages exprimés     | Suffrages exprimés            | Suffrages exprimés     | 746 531      | 97,34        |              | 669 217     | 95,94         |             |              |               |  |
| Votes blancs           | Votes blancs                  | Votes blancs           | 15 163       | 1,98         | 21 865       | 3,13        |               |             |              |               |  |
| Votes nuls             | Votes nuls                    | Votes nuls             | 5 269        | 0,69         | 6 466        | 0,93        |               |             |              |               |  |
| Total                  | Total                         | Total                  | 766 963      | 100          | 1            | 697 548     | 100           | 9           | 10           | en stagnation |  |
| Abstentions            | Abstentions                   | Abstentions            | 306 885      | 28,58        |              | 284 955     | 29,00         |             |              |               |  |
| Inscrits/Participation | Inscrits/Participation        | Inscrits/Participation | 1 073 848    | 71,42        | 982 503      | 71,00       |               |             |              |               |  |

### Résultats par circonscription

#### Première circonscription
- Député sortant : Mounir Belhamiti (Renaissance - Territoire de progrès)

| Candidat                 | Candidat                 | Parti et coalition       | Nuances                  | Premier tour | Premier tour | Second tour | Second tour |
| Candidat                 | Candidat                 | Parti et coalition       | Nuances                  | Voix         | %            | Voix        | %           |
| ------------------------ | ------------------------ | ------------------------ | ------------------------ | ------------ | ------------ | ----------- | ----------- |
|                          | Karim Benbrahim          | PS (NFP)                 | UG                       | 23 671       | 43,20        | 24 963      | 46,16       |
|                          | Mounir Belhamiti         | RE - TdP (ENS)           | ENS                      | 20 488       | 37,39        | 20 610      | 38,11       |
|                          | Bryan Pecqueur           | RN                       | RN                       | 9 937        | 18,13        | 8 501       | 15,72       |
|                          | Hélène Defrance          | LO                       | EXG                      | 521          | 0,95         |             |             |
|                          | Betty Collober           | NPA-R                    | EXG                      | 181          | 0,33         |             |             |
|                          |                          |                          |                          |              |              |             |             |
| Votes valides            | Votes valides            | Votes valides            | Votes valides            | 54 798       | 97,55        | 54 074      | 98,08       |
| Votes blancs             | Votes blancs             | Votes blancs             | Votes blancs             | 1 193        | 2,12         | 910         | 1,65        |
| Votes nuls               | Votes nuls               | Votes nuls               | Votes nuls               | 181          | 0,32         | 148         | 0,27        |
| Total                    | Total                    | Total                    | Total                    | 56 172       | 100          | 55 132      | 100         |
| Abstention               | Abstention               | Abstention               | Abstention               | 21 170       | 27,37        | 22 213      | 28,72       |
| Inscrits / participation | Inscrits / participation | Inscrits / participation | Inscrits / participation | 77 342       | 72,63        | 77 345      | 71,28       |

#### Deuxième circonscription
- Député sortant : Andy Kerbrat (La France insoumise - Pour une écologie populaire et sociale)

| Candidat                 | Candidat                 | Parti et coalition       | Nuances                  | Premier tour | Premier tour |
| Candidat                 | Candidat                 | Parti et coalition       | Nuances                  | Voix         | %            |
| ------------------------ | ------------------------ | ------------------------ | ------------------------ | ------------ | ------------ |
|                          | Andy Kerbrat             | LFI - PEPS (NFP)         | UG                       | 34 341       | 51,67        |
|                          | Valérie Oppelt           | RE (ENS)                 | ENS                      | 17 744       | 26,70        |
|                          | Nolwenn Fer              | RN                       | RN                       | 9 157        | 13,78        |
|                          | Louisa Amrouche          | LR (UDC)                 | LR                       | 3 893        | 5,86         |
|                          | Adrien Copros            | Volt                     | DVG                      | 786          | 1,18         |
|                          | Nicolas Bazille          | LO                       | EXG                      | 542          | 0,82         |
|                          | Nicolas Vabre            | NPA-R                    | EXG                      | 0            | 0,00         |
|                          | Zora Chignole            | SE                       | DIV                      | 0            | 0,00         |
|                          |                          |                          |                          |              |              |
| Votes valides            | Votes valides            | Votes valides            | Votes valides            | 66 463       | 98,37        |
| Votes blancs             | Votes blancs             | Votes blancs             | Votes blancs             | 832          | 1,23         |
| Votes nuls               | Votes nuls               | Votes nuls               | Votes nuls               | 266          | 0,39         |
| Total                    | Total                    | Total                    | Total                    | 67 561       | 100          |
| Abstention               | Abstention               | Abstention               | Abstention               | 23 971       | 26,19        |
| Inscrits / participation | Inscrits / participation | Inscrits / participation | Inscrits / participation | 91 532       | 73,81        |

#### Troisième circonscription
- Députée sortante : Ségolène Amiot (La France insoumise)

| Candidat                 | Candidat                 | Parti et coalition       | Nuances                  | Premier tour | Premier tour | Second tour | Second tour |
| Candidat                 | Candidat                 | Parti et coalition       | Nuances                  | Voix         | %            | Voix        | %           |
| ------------------------ | ------------------------ | ------------------------ | ------------------------ | ------------ | ------------ | ----------- | ----------- |
|                          | Ségolène Amiot           | LFI (NFP)                | UG                       | 29 285       | 44,56        | 32 216      | 50,13       |
|                          | Matthieu Annereau        | RE (ENS)                 | ENS                      | 16 135       | 24,55        | 18 099      | 28,16       |
|                          | Laurie Arc               | RN                       | RN                       | 13 425       | 20,43        | 13 946      | 21,70       |
|                          | Sophie Van Goethem       | LR (UDC)                 | LR                       | 4 143        | 6,30         |             |             |
|                          | Gildas Perrot            | PB (en) (PU)             | REG                      | 1 896        | 2,89         |             |             |
|                          | Hélène Dolidon           | LO                       | EXG                      | 832          | 1,27         |             |             |
|                          |                          |                          |                          |              |              |             |             |
| Votes valides            | Votes valides            | Votes valides            | Votes valides            | 65 716       | 97,69        | 64 261      | 97,22       |
| Votes blancs             | Votes blancs             | Votes blancs             | Votes blancs             | 1 242        | 1,85         | 1 574       | 2,38        |
| Votes nuls               | Votes nuls               | Votes nuls               | Votes nuls               | 315          | 0,47         | 262         | 0,40        |
| Total                    | Total                    | Total                    | Total                    | 67 273       | 100          | 66 097      | 100         |
| Abstention               | Abstention               | Abstention               | Abstention               | 30 116       | 30,92        | 31 313      | 32,15       |
| Inscrits / participation | Inscrits / participation | Inscrits / participation | Inscrits / participation | 97 389       | 69,08        | 97 410      | 67,85       |

#### Quatrième circonscription
- Députée sortante : Julie Laernoes (Les Écologistes)

| Candidat                 | Candidat                 | Parti et coalition       | Nuances                  | Premier tour | Premier tour | Second tour | Second tour |
| Candidat                 | Candidat                 | Parti et coalition       | Nuances                  | Voix         | %            | Voix        | %           |
| ------------------------ | ------------------------ | ------------------------ | ------------------------ | ------------ | ------------ | ----------- | ----------- |
|                          | Julie Laernoes           | LÉ (NFP)                 | UG                       | 30 619       | 46,83        | 34 265      | 53,40       |
|                          | Aude Amadou              | RE (ENS)                 | ENS                      | 14 815       | 22,66        | 16 225      | 25,29       |
|                          | Gaëlle Pineau            | RN                       | RN                       | 13 116       | 20,06        | 13 678      | 21,32       |
|                          | Astrid Lusson            | NÉ (UDC)                 | DVD                      | 5 450        | 8,34         |             |             |
|                          | Stéphane Pellegrini      | LO                       | EXG                      | 788          | 1,21         |             |             |
|                          | François Olléon          | Équinoxe                 | ECO                      | 593          | 0,91         |             |             |
|                          | Mattis Gauvin            | NPA-R                    | EXG                      | 0            | 0,00         |             |             |
|                          |                          |                          |                          |              |              |             |             |
| Votes valides            | Votes valides            | Votes valides            | Votes valides            | 65 381       | 97,89        | 64 168      | 97,51       |
| Votes blancs             | Votes blancs             | Votes blancs             | Votes blancs             | 984          | 1,47         | 1 216       | 1,85        |
| Votes nuls               | Votes nuls               | Votes nuls               | Votes nuls               | 423          | 0,63         | 421         | 0,64        |
| Total                    | Total                    | Total                    | Total                    | 66 788       | 100          | 65 805      | 100         |
| Abstention               | Abstention               | Abstention               | Abstention               | 26 440       | 28,36        | 27 453      | 29,44       |
| Inscrits / participation | Inscrits / participation | Inscrits / participation | Inscrits / participation | 93 228       | 71,64        | 93 258      | 70,56       |

#### Cinquième circonscription
- Député sortant : Luc Geismar (Mouvement démocrate), élu en 2022 en tant que suppléant de Sarah El Haïry (Mouvement démocrate)

| Candidat                 | Candidat                 | Parti et coalition       | Nuances                  | Premier tour | Premier tour | Second tour | Second tour |
| Candidat                 | Candidat                 | Parti et coalition       | Nuances                  | Voix         | %            | Voix        | %           |
| ------------------------ | ------------------------ | ------------------------ | ------------------------ | ------------ | ------------ | ----------- | ----------- |
|                          | Fabrice Roussel          | PS (NFP)                 | UG                       | 34 673       | 37,73        | 36 774      | 39,91       |
|                          | Sarah El Haïry           | MoDem (ENS)              | ENS                      | 33 241       | 36,17        | 34 441      | 37,38       |
|                          | Bruno Comby,             | RÀD (RN)                 | UXD                      | 22 722       | 24,73        | 20 918      | 22,70       |
|                          | Emmanuelle Clopeau       | LO                       | EXG                      | 1 261        | 1,37         |             |             |
|                          |                          |                          |                          |              |              |             |             |
| Votes valides            | Votes valides            | Votes valides            | Votes valides            | 91 897       | 97,38        | 92 133      | 97,75       |
| Votes blancs             | Votes blancs             | Votes blancs             | Votes blancs             | 1 820        | 1,93         | 1 642       | 1,74        |
| Votes nuls               | Votes nuls               | Votes nuls               | Votes nuls               | 649          | 0,69         | 478         | 0,51        |
| Total                    | Total                    | Total                    | Total                    | 94 366       | 100          | 94 253      | 100         |
| Abstention               | Abstention               | Abstention               | Abstention               | 33 612       | 26,26        | 33 757      | 26,37       |
| Inscrits / participation | Inscrits / participation | Inscrits / participation | Inscrits / participation | 127 978      | 73,74        | 128 010     | 73,63       |

#### Sixième circonscription
- Député sortant : Jean-Claude Raux (apparenté Les Écologistes)

| Candidat                 | Candidat                 | Parti et coalition       | Nuances                  | Premier tour | Premier tour | Second tour | Second tour |
| Candidat                 | Candidat                 | Parti et coalition       | Nuances                  | Voix         | %            | Voix        | %           |
| ------------------------ | ------------------------ | ------------------------ | ------------------------ | ------------ | ------------ | ----------- | ----------- |
|                          | Jean-Claude Raux         | app. LÉ (NFP)            | UG                       | 26 919       | 34,16        | 32 186      | 40,06       |
|                          | Julio Pichon             | RN                       | RN                       | 25 886       | 32,85        | 27 738      | 34,53       |
|                          | Alain Hunault            | SE (UDC)                 | DVD                      | 22 993       | 29,18        | 20 413      | 25,41       |
|                          | Fannie Lejau             | DLF                      | DSV                      | 1 671        | 2,12         |             |             |
|                          | Marie-Paule Catheline    | LO                       | EXG                      | 1 325        | 1,68         |             |             |
|                          |                          |                          |                          |              |              |             |             |
| Votes valides            | Votes valides            | Votes valides            | Votes valides            | 78 794       | 96,69        | 80 337      | 97,35       |
| Votes blancs             | Votes blancs             | Votes blancs             | Votes blancs             | 1 919        | 2,35         | 1 628       | 1,97        |
| Votes nuls               | Votes nuls               | Votes nuls               | Votes nuls               | 778          | 0,95         | 555         | 0,67        |
| Total                    | Total                    | Total                    | Total                    | 81 491       | 100          | 82 520      | 100         |
| Abstention               | Abstention               | Abstention               | Abstention               | 35 797       | 30,52        | 34 806      | 29,67       |
| Inscrits / participation | Inscrits / participation | Inscrits / participation | Inscrits / participation | 117 288      | 69,48        | 117 326     | 70,33       |

#### Septième circonscription
- Députée sortante : Sandrine Josso (Mouvement démocrate)

| Candidat                 | Candidat                 | Parti et coalition       | Nuance                   | Premier tour | Premier tour | Second tour | Second tour |
| Candidat                 | Candidat                 | Parti et coalition       | Nuance                   | Voix         | %            | Voix        | %           |
| ------------------------ | ------------------------ | ------------------------ | ------------------------ | ------------ | ------------ | ----------- | ----------- |
|                          | Sandrine Josso           | MoDem (ENS)              | ENS                      | 23 489       | 28,49        | 48 531      | 59,95       |
|                          | Michel Hunault           | RÀD (RN)                 | UXD                      | 23 210       | 28,15        | 32 425      | 40,05       |
|                          | Véronique Mahé           | PCF (NFP)                | UG                       | 19 881       | 24,12        | Retrait     | Retrait     |
|                          | Bertrand Plouvier        | LR (UDC)                 | LR                       | 11 610       | 14,08        |             |             |
|                          | Gaël Bourdeau            | DLF                      | DSV                      | 1 595        | 1,93         |             |             |
|                          | Sophie Corbin            | REC                      | REC                      | 1 426        | 1,73         |             |             |
|                          | Marie-France Belin       | LO                       | EXG                      | 1 228        | 1,49         |             |             |
|                          |                          |                          |                          |              |              |             |             |
| Votes valides            | Votes valides            | Votes valides            | Votes valides            | 82 439       | 96,35        | 80 956      | 94,40       |
| Votes blancs             | Votes blancs             | Votes blancs             | Votes blancs             | 2 478        | 2,90         | 3 751       | 4,37        |
| Votes nuls               | Votes nuls               | Votes nuls               | Votes nuls               | 646          | 0,75         | 1 052       | 1,23        |
| Total                    | Total                    | Total                    | Total                    | 85 563       | 100          | 85 759      | 100         |
| Abstention               | Abstention               | Abstention               | Abstention               | 33 383       | 28,07        | 33 203      | 27,91       |
| Inscrits / participation | Inscrits / participation | Inscrits / participation | Inscrits / participation | 118 946      | 71,93        | 118 962     | 72,09       |

#### Huitième circonscription
- Député sortant : Matthias Tavel (La France insoumise)

| Candidat                 | Candidat                 | Parti et coalition       | Nuances                  | Premier tour | Premier tour | Second tour | Second tour |
| Candidat                 | Candidat                 | Parti et coalition       | Nuances                  | Voix         | %            | Voix        | %           |
| ------------------------ | ------------------------ | ------------------------ | ------------------------ | ------------ | ------------ | ----------- | ----------- |
|                          | Matthias Tavel           | LFI (NFP)                | UG                       | 18 317       | 30,99        | 32 922      | 61,68       |
|                          | Gauthier Bouchet         | RN                       | RN                       | 17 065       | 28,87        | 20 454      | 38,32       |
|                          | Audrey Dufeu             | RE (ENS)                 | ENS                      | 11 991       | 20,28        | Retrait     | Retrait     |
|                          | Xavier Perrin            | PS diss.                 | DVG                      | 8 327        | 14,09        |             |             |
|                          | Florence Beuvelet        | LR (UDC)                 | LR                       | 2 525        | 4,27         |             |             |
|                          | Eddy Le Beller           | LO                       | EXG                      | 890          | 1,51         |             |             |
|                          |                          |                          |                          |              |              |             |             |
| Votes valides            | Votes valides            | Votes valides            | Votes valides            | 59 115       | 97,79        | 53 376      | 88,94       |
| Votes blancs             | Votes blancs             | Votes blancs             | Votes blancs             | 945          | 1,56         | 5 002       | 8,33        |
| Votes nuls               | Votes nuls               | Votes nuls               | Votes nuls               | 392          | 0,65         | 1 634       | 2,72        |
| Total                    | Total                    | Total                    | Total                    | 60 452       | 100          | 60 012      | 100         |
| Abstention               | Abstention               | Abstention               | Abstention               | 30 695       | 33,68        | 31 157      | 34,17       |
| Inscrits / participation | Inscrits / participation | Inscrits / participation | Inscrits / participation | 91 147       | 66,32        | 91 169      | 65,83       |

#### Neuvième circonscription
- Député sortant : Yannick Haury (Renaissance)

| Candidat                 | Candidat                 | Parti et coalition       | Nuances                  | Premier tour | Premier tour | Second tour | Second tour |
| Candidat                 | Candidat                 | Parti et coalition       | Nuances                  | Voix         | %            | Voix        | %           |
| ------------------------ | ------------------------ | ------------------------ | ------------------------ | ------------ | ------------ | ----------- | ----------- |
|                          | Jean-Michel Brard,       | SE (ENS)                 | DVD                      | 29 952       | 32,63        | 56 024      | 62,86       |
|                          | Bastian Maldiney         | RN                       | RN                       | 29 841       | 32,51        | 33 106      | 37,14       |
|                          | Hélène Macon,            | POI (NFP)                | UG                       | 24 197       | 26,36        | Retrait     | Retrait     |
|                          | Annie Le Gal La Salle    | MEI (RAS)                | ECO                      | 2 713        | 2,96         |             |             |
|                          | Aurore Papot             | DLF                      | DSV                      | 1 636        | 1,78         |             |             |
|                          | Laurent Chomard          | REC                      | REC                      | 1 209        | 1,32         |             |             |
|                          | Annie Hervo              | LO                       | EXG                      | 1 134        | 1,24         |             |             |
|                          | Yannis Bizien            | PB (en) (PU)             | REG                      | 1 122        | 1,22         |             |             |
|                          |                          |                          |                          |              |              |             |             |
| Votes valides            | Votes valides            | Votes valides            | Votes valides            | 91 804       | 97,02        | 89 130      | 94,44       |
| Votes blancs             | Votes blancs             | Votes blancs             | Votes blancs             | 1 943        | 2,05         | 4 045       | 4,29        |
| Votes nuls               | Votes nuls               | Votes nuls               | Votes nuls               | 875          | 0,92         | 1 207       | 1,28        |
| Total                    | Total                    | Total                    | Total                    | 94 622       | 100          | 94 382      | 100         |
| Abstention               | Abstention               | Abstention               | Abstention               | 38 045       | 28,68        | 38 285      | 28,86       |
| Inscrits / participation | Inscrits / participation | Inscrits / participation | Inscrits / participation | 132 667      | 71,32        | 132 667     | 71,14       |

#### Dixième circonscription
- Députée sortante : Sophie Errante (Renaissance)

| Candidat                 | Candidat                 | Parti et coalition       | Nuances                  | Premier tour | Premier tour | Second tour | Second tour |
| Candidat                 | Candidat                 | Parti et coalition       | Nuances                  | Voix         | %            | Voix        | %           |
| ------------------------ | ------------------------ | ------------------------ | ------------------------ | ------------ | ------------ | ----------- | ----------- |
|                          | Sophie Errante           | RE (ENS)                 | ENS                      | 27 555       | 30,57        | 38 983      | 42,94       |
|                          | Maxime Viancin           | LFI (NFP)                | UG                       | 25 055       | 27,80        | 25 973      | 28,61       |
|                          | Stéphanie Cotrel         | RN                       | RN                       | 23 574       | 26,16        | 25 826      | 28,45       |
|                          | Xavier Rineau            | LR (UDC)                 | LR                       | 8 889        | 9,86         |             |             |
|                          | Bruno Chevalier          | MRC                      | DVG                      | 2 947        | 3,27         |             |             |
|                          | Jacques Cousin           | DLF                      | DSV                      | 1 211        | 1,34         |             |             |
|                          | Emmanuèle Gardair        | LO                       | EXG                      | 893          | 0,99         |             |             |
|                          |                          |                          |                          |              |              |             |             |
| Votes valides            | Votes valides            | Votes valides            | Votes valides            | 90 124       | 97,25        | 90 782      | 97,00       |
| Votes blancs             | Votes blancs             | Votes blancs             | Votes blancs             | 1 807        | 1,95         | 2 097       | 2,24        |
| Votes nuls               | Votes nuls               | Votes nuls               | Votes nuls               | 744          | 0,80         | 709         | 0,76        |
| Total                    | Total                    | Total                    | Total                    | 92 675       | 100          | 93 588      | 100         |
| Abstention               | Abstention               | Abstention               | Abstention               | 33 656       | 26,64        | 32 768      | 25,93       |
| Inscrits / participation | Inscrits / participation | Inscrits / participation | Inscrits / participation | 126 331      | 73,36        | 126 356     | 74,07       |